# April Ashley
April Ashley MBE (29 de abril de 1935 – 27 de dezembro de 2021), denominada A Honorável April Corbett de 1963 a 1980, foi uma modelo, autora e ativista dos direitos LGBT inglesa. Na década de 1950, ao ser dispensada da Marinha Mercante, ela se apresentou sob o nome artístico de Toni April no Le Carrousel de Paris em Paris. Ashley foi declarada uma mulher transgênero pelo jornal The Sunday People em 1961 e foi uma das primeiras pessoas britânicas conhecidas a ter feito uma cirurgia de afirmação de gênero. Seu primeiro casamento, com o futuro 3º Barão Rowallan, foi anulado no caso da Alta Corte de Justiça de Corbett v Corbett. Ashley foi nomeada Membro da Ordem do Império Britânico nas Honrarias de Aniversário de 2012 por serviços à igualdade transgênero.

## Vida pregressa
Nascida em 126 Smithdown Road (então Sefton General Hospital) em Liverpool, Ashley foi uma dos seis filhos sobreviventes de um pai católico romano, Frederick Jamieson, e de uma mãe protestante, Ada Brown, que se casaram dois anos antes. Durante sua infância em Liverpool, Ashley sofreu de deficiência de cálcio, exigindo injeções semanais de cálcio no Alder Hey Children's Hospital, e de enurese noturna, o que resultou em seu próprio quarto, aos dois anos de idade, quando a família mudou de casa.

## Década de 1950 a 1970
Ashley ingressou na Marinha Mercante em 1951, aos 16 anos. Após uma tentativa de suicídio, ela recebeu dispensa desonrosa, e uma segunda tentativa resultou em seu envio para a unidade psiquiátrica do Ormskirk District General Hospital aos 17 anos.
Em seu livro The First Lady, Ashley conta a história do estupro que sofreu antes da transição. Um colega de quarto a estuprou e ela ficou gravemente ferida.

### Transição de gênero
Depois de deixar o hospital, Ashley mudou-se para Londres, alegando em um ponto ter compartilhado uma pensão com o então taifeiro John Prescott, mais tarde vice-primeiro-ministro do Reino Unido. Tendo começado a se travestir, ela se mudou para Paris no final da década de 1950, começou a usar o nome Toni April e se juntou à artista Coccinelle no elenco do cabaré drag no Le Carrousel de Paris.
Aos 25 anos, tendo economizado £3.000, Ashley passou por uma cirurgia de redesignação sexual de sete horas de duração em 12 de maio de 1960, realizada em Casablanca, Marrocos, por Georges Burou. Todo o seu cabelo caiu e ela sofreu dores significativas, mas a operação foi bem-sucedida.

### Carreira de modelo e saída pública
Após retornar à Grã-Bretanha, ela começou a usar o nome April Ashley e se tornou uma modelo de sucesso, aparecendo na British Vogue, para a qual foi fotografada por David Bailey, e ganhando um pequeno papel no filme de 1962 The Road to Hong Kong, estrelado por Bing Crosby e Bob Hope.
Uma amiga vendeu sua história para a mídia em 1961 e o The Sunday People denunciou Ashley como uma mulher trans. Ela se tornou o centro das atenções e alguns escândalos e seu crédito no filme foi retirado.
Em novembro de 1960, Ashley conheceu o Hon. Arthur Corbett (mais tarde 3º Barão Rowallan), o filho educado em Eton e herdeiro de Lorde Rowallan. Eles se casaram em 1963, mas o casamento logo se deteriorou, no momento em que Ashley alegou ter um romance com Íñigo de Arteaga y Martín, o herdeiro do Ducado do Infantado. Os advogados de Ashley escreveram a Corbett em 1966 exigindo pagamentos de pensão alimentícia e em 1967 Corbett respondeu entrando com uma ação para anular o casamento. A anulação foi concedida em 1970 com base no fato de que Ashley foi designada homem ao nascer, mas Corbett sabia de sua história quando se casaram. Este é o caso conhecido como Corbett v Corbett.

## Vida posterior e morte
Após um ataque cardíaco em Londres, Ashley se aposentou por alguns anos na cidade fronteiriça galesa de Hay-on-Wye. Em seu livro April Ashley's Odyssey, ela afirmou que Amanda Lear foi designada homem ao nascer e que elas trabalharam juntas no Le Carousel, onde Lear usou o nome de drag Peki d'Oslo. Ashley já foi grande amiga de Lear mas de acordo com o livro de Ashley The First Lady, elas tiveram uma grande briga e não se falavam há anos.
Na década de 1980, Ashley se casou com Jeffrey West no navio de cruzeiro RMS Queen Mary em Long Beach, Califórnia, Estados Unidos. Eles posteriormente se divorciaram, mas mantiveram relações amigáveis. Na década de 1990, Ashley foi contratada pelo grupo de lobby ambiental Greenpeace e mais tarde por uma galeria de arte.
Ela falou sobre sua vida no St George's Hall, Liverpool, como parte do Festival Homotopia da cidade em 15 de novembro de 2008, e em 18 de fevereiro de 2009 no Southbank Centre.
Ashley viveu posteriormente em Fulham, sudoeste de Londres. Ela morreu em casa em 27 de dezembro de 2021, aos 86 anos.

## Biografias
April Ashley's Odyssey, uma biografia de Duncan Fallowell, foi publicada em 1982. Em 2006, Ashley lançou sua autobiografia, The First Lady, e fez aparições na TV no Channel Five News, This Morning e BBC News. Em uma entrevista, ela disse: "Esta é a história real e contém muitas coisas que eu simplesmente não poderia dizer em 1982", incluindo supostos casos com Michael Hutchence, Peter O'Toole, Omar Sharif, o escultor do Prêmio Turner Grayson Perry e outros. O livro foi retirado do mercado, no entanto, depois que foi descoberto que ele plagiava fortemente o livro de 1982 escrito por Fallowell.
A biografia de Peter O'Toole de 1983 por Michael Freedland rejeita a alegação de um caso com Ashley. Ela afirma que ele a conheceu na Espanha durante as filmagens, mas sua então esposa Siân Phillips estava com ele na época e sabia que o relacionamento era platônico.
Em 2012, a Pacific Films e a Limey Yank Productions anunciaram um projeto para criar um filme sobre a vida de Ashley.

## Prêmios e honrarias
- Ashley foi nomeada Membro da Ordem do Império Britânico (MBE) nas Honrarias de Aniversário de 2012 pelos serviços prestados à igualdade transgênero.[21][22]
- A exposição 'April Ashley: portrait of a lady' foi realizada no Museu de Liverpool de 27 de setembro de 2013 a 1 de março de 2015.[23]
- Ashley recebeu uma homenagem pelo conjunto da obra no European Diversity Awards 2014.[24]
- Em dezembro de 2016, Ashley recebeu o título de Doutora Honorária da Universidade de Liverpool.[25]